# Furacão Aletta (2018)
O furacão Aletta (designação do Centro Nacional de Furacões: 02-E) foi um poderoso ciclone tropical, é a primeira tempestade nomeada e é o primeiro furacão maior da temporada de furacões no Pacífico de 2018. As origens do furacão Aletta tem nos dias posteriores num potencial de desenvolvimento tropical ciclónico ao sul do México. Uma grande área de clima alterado formou-se na tarde de 2 de junho e dias depois formou-se como uma tempestade tropical que se nomeou Aletta. A 7 de junho, devido à temperatura da superfície do mar e do cinto de fogo do Pacífico, Aletta chegou à sua máxima intensificação de tempestade tropical a um furacão de categoria 4.
Aletta é considerado como o primeiro furacão maior no Pacífico e é a mesma rajadas que se registou junto com o furacão Adrian em 2011 e da mesma temperatura com a potente neutra La Nina-Oscilação do Sul.

## História meteorológica
A 31 de maio de 2018, o Centro Nacional de Furacões (NHC) notou o potencial para o desenvolvimento tropical ao sul do México em dias posteriores. Uma grande área de clima perturbado formou-se na tarde de 2 de junho, organizando-se constantemente na segunda depressão tropical da temporada antes das 03:00 UTC de 6 de junho como uma proiminente banda de ventos circulares no seu centro. Um aumento na convecção profunda significa o seu desenvolvimento na tempestade tropical que foi nomeada Aletta seis horas mais tarde.
O ciclone recém formado moveu-se geralmente para o oeste-noroeste após a formação, lento para intensificar-se como a intrusão de ar seco e a cortante moderada do sudoeste afectaram o seu padrão de nuvens. Para 7 de junho, no entanto, o centro localizou-se melhor centrado dentro da convecção profunda e apareceu um olho, dando lugar ao primeiro furacão da temporada às 21:00 UTC. A estrutura de tempestades continuou melhorando nas horas da manhã de 8 de junho, e Aletta começou um período de ciclogénese explosiva. Por definição, uma situação de ciclogênese é denominada de explosiva quando a pressão atmosférica desce, pelo menos, 1 hPa por hora durante um período de 24 horas (para a latitude de 60º, pode o valor da descida de pressão ser ligeiramente menor para 40º de latitude). Mais tarde elevou a um furacão de categoria 4 antes das 15:00 UTC, com ventos de Aletta de 110 km/h até 140 mph (220 km/h) num lapso de 24 horas. O forte cisalhamento do vento e as temperaturas mais frias do oceano provocaram um rápido debilitamento pouco depois.
Às 3:00 MDT (09:00 UTC) de 9 de junho, o furacão Aletta encontrava-se dentro das 15 milhas náuticas de 16° 06′ N, 113° 54′ O a umas 865 km ao sul-sudoeste de Baixa Califórnia, ou ao redor de 265 milhas (430 km) ao sul-sudoeste da ilha Socorro. Os ventos máximos sustentados são de 120 km/h, com rajadas de até 150 km/h. A pressão barométrica mínima é de 984 mbar, e o sistema move-se para o oeste-noroeste a 9 km/h. Os ventos com força de furacão estendem-se para fora até 35 km desde o centro, enquanto os ventos com força de tempestade tropical estendem-se para fora até 50 km.

## Preparações

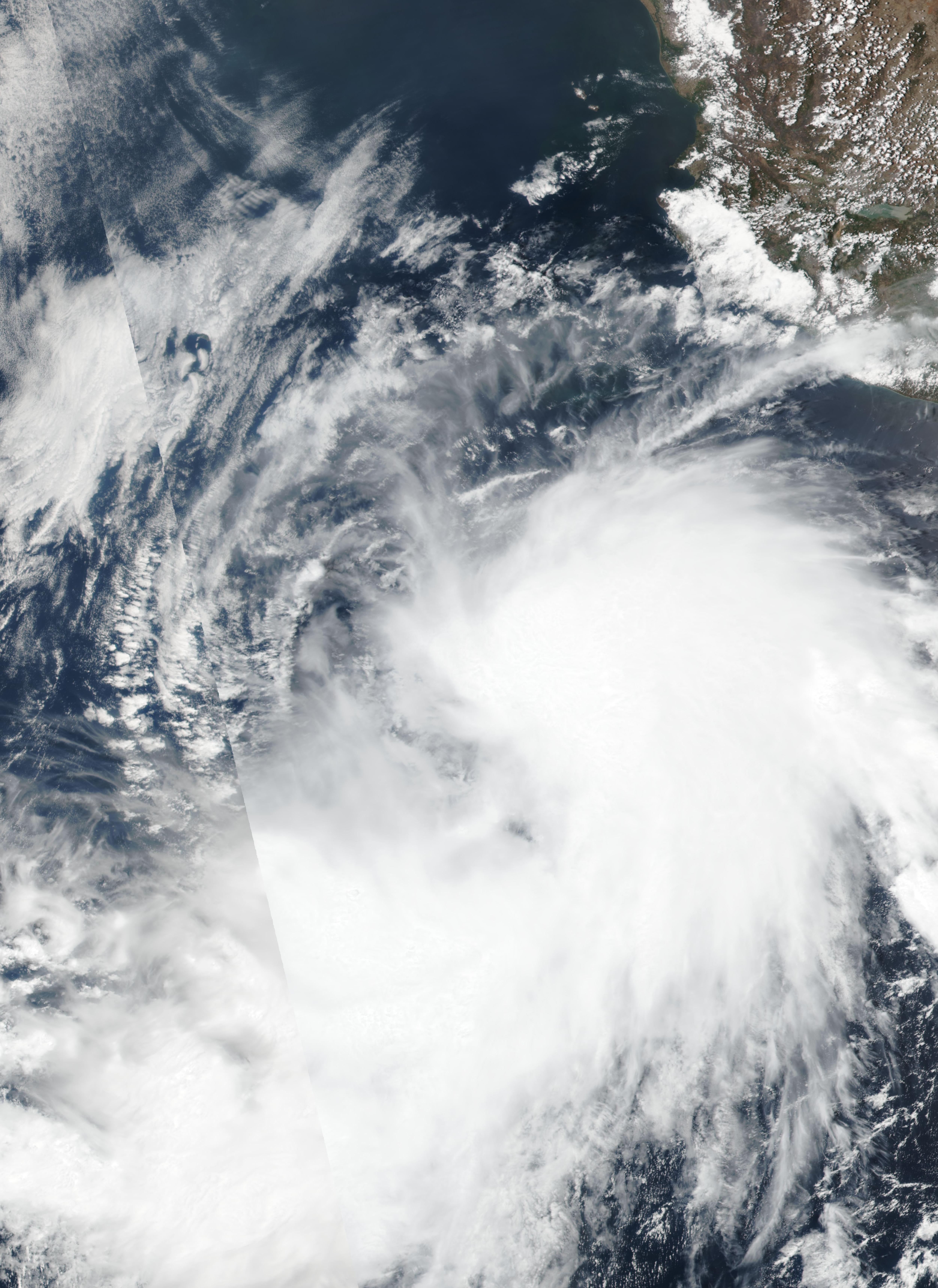
Imagens visíveis de Suomi NPP da tempestade tropical Aletta a 6 de junho

As autoridades mexicanas pediam à população que extremam precauções nas zonas dos estados mencionados por chuvas, vento e ondas (incluindo a navegação marítima) e atender as recomendações emitidas pelas autoridades do Sistema Nacional de Proteção Civil, em cada entidade.

### Impacto
Os remanescentes do furacão Aletta, provocaram fortes chuvas nos estados de Jalisco, Colima, Michoacan, e Nayarit.